# ERS 13
Environmental Research Satellites 13 (ang. badawczy satelita środowiskowy) – również: Tetrahedron Research Satellite 13 (ang. czworościenny satelita środowiskowy) – amerykański wojskowy satelita naukowy lub technologiczny. Wyniesiony wraz z satelitami Vela 2A i Vela 2B.

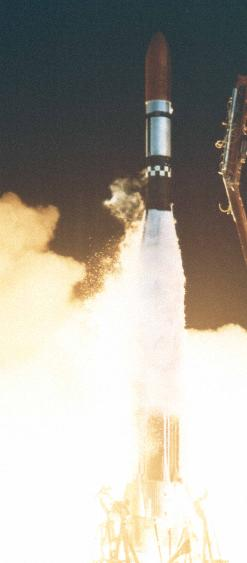
Start rakiety Atlas z satelitami Vela 2A, Vela 2B i ERS 13 na pokładzie

Stabilizowany obrotowo satelita (ok. 10 obr./min), zasilany ogniwami słonecznymi, przenosił licznik scyntylacyjny i detektor na ciele stałym, które służyły do pomiaru elektronów i protonów w pasach radiacyjnych.
Z powodu małej mocy nadajnika (100 mW) dane nie mogły być odbierane z odległości większej niż ok. 6 promieni Ziemi (40 280 km). Kontakt z satelitą był sporadyczny po 20 października 1964. Telemetria statku korzystała z modulacji PAM/FM/PM i kanału 5. systemu IRIG (Inter-Range Instrumentation Group).